# Mono no aware (racconto)
Mono no aware (物の哀れ?) è un racconto di fantascienza dello scrittore Ken Liu, pubblicato per la prima volta negli Stati Uniti nel 2012. L'opera si è aggiudicata, nel 2013, il Premio Hugo per il miglior racconto breve.

## Storia editoriale
Il titolo è una locuzione in lingua giapponese (Mono no aware), intraducibile in italiano, che definisce un sentimento di forte partecipazione emotiva nei confronti della bellezza della natura e della vita, con una conseguente sensazione nostalgica legata al suo incessante mutamento.
L'opera nel 2013 si è aggiudicata il Premio Hugo per il miglior racconto breve, posizionandosi al secondo posto per il Premio Locus per il miglior racconto breve. Nel 2016 il racconto è stato incluso nella raccolta The Paper Menagerie and Other Stories che ha vinto nel 2017 il Premio Locus nella categoria "migliore antologia" (collection).

## Trama
La Terra sta per essere distrutta da un enorme asteroide, il "Martello" e i progetti di evacuazione dell'umanità  con flotte di astronavi falliscono tutti per l'incapacità dei Governi mondiali.
Quando manca poco alla distruzione della Terra, il giovane Hiroto viene affidato dai suoi genitori, di origine giapponese, al dottor Hamilton, il progettista e il comandante dell'unica astronave generazionale pronta, la Speranzosa, con il quale la madre di Hiroto aveva avuto una relazione da giovane. L'astronave, con mille e ventuno sopravvissuti alla catastrofe, si dirigerà verso una stella chiamata Virginis 61 che raggiungerà dopo trecento anni. Ora il giovane ha venticinque anni e viene incaricato del monitoraggio della vela solare.
Nel momento in cui si verifica uno strappo nella vela solare, il futuro dell'astronave diventa incerto: il foro sta causando una deviazione di rotta e, se si dovesse allargare, potrebbe mandare la nave alla deriva. Inoltre, la vela è fragile, ci si può muovere solo lentamente, agganciandosi all'impalcatura dei mozzi. Chiunque andasse a ripararla, impiegherebbe troppo tempo, l'unico che conosce bene la sua struttura è Hiroto, che si offre volontario per uscire a chiudere lo strappo. I movimenti sono lenti e Hiroto impiega più di trenta ore, mantenuto sveglio dalla voce della fidanzata, Mindy, che gli parla alla radio per tutto il tempo. A causa di una distrazione, un serbatoio di propellente si lesiona e il ragazzo deve decidere se tornare indietro o continuare la riparazione. La scelta è immediata e Hiroto ripara il danno ma per farlo consuma tutto l'ossigeno; non ha più riserve sufficienti ad attendere i soccorsi tornare alla nave. Mentre va alla deriva tra le stelle Hiroto pensa a quando giocava a Go con suo padre, e ogni singola pietra sulla scacchiera è definita nella sua posizione da quella delle altre pietre. "Siamo definiti dalle posizioni che manteniamo nella struttura delle vite altrui".
Gli torna in mente quello che gli spiegava da bambino di fronte alla bellezza della natura, il senso di caducità delle cose, del fatto che ogni cosa scorre, che è riassunto nella frase mono no aware.

## Edizioni
- (JA) Ken Liu, もののあはれ, in The Future Is Japanese, traduzione di 金子浩, 早川書房, 2012, ISBN 978-4-15-209310-3.
- (FR) Ken Liu, Mono no aware, in Galaxie(s), n. 25, Galaxies-3A, 2013, ISBN 978-2-914590-43-3.
- (ES) Ken Liu, Mono no aware, in Terra Nova: Antología de ciencia ficción contemporánea, n. 3, Fantascy, 2014, ISBN 978-84-15831-42-6.
- (CS) Ken Liu, Mono no aware, in XB-1, n. 11/2015, Časopis XB1, s.r.o., 2015.
- Ken Liu, Mono no aware, in Mono no Aware e altre storie, Future Fiction, n. 20, Mincione Edizioni, 2015, ISBN 978-88-99423-00-1.
- (EN) Ken Liu, Mono no aware, in The Paper Menagerie and Other Stories, Simon and Schuster, 2016, ISBN 978-14-81424-36-3.
- Ken Liu, Mono no aware, in Le onde, Future Fiction, 2018, ISBN 978-88-32077-00-1.